# Tolga (Norvegia)
Tolga è un comune norvegese della contea di Innlandet, distretto di Østerdalen.